# Sandrino Contini Bonacossi
Alessandro Contini Bonacossi, detto "Sandrino" (1914 – Washington, 17 ottobre 1975), è stato un partigiano, scrittore e curatore d'arte italiano.

## Biografia
Figlio di Oscar Contini e di Beatrice Galli, era legato alla coppia di Alessandro e Vittoria Contini Bonacossi da un doppio vincolo di parentela: suo padre era infatti fratello di Alessandro e sua madre era invece figlia di Vittoria, avuta dal precedente matrimonio a quello con Alessandro. L'omonimia col conte Alessandro Augusto (Sandro), figlio primogenito di Alessandro e Vittoria, ha generato talvolta confusione e sovrapposizioni errate tra i due personaggi.
Inoltre, dopo la morte del padre e della madre nel 1914, venne allevato dalla coppia come un vero e proprio figlio, ottenendo negli anni venti l'aggiunta del cognome Bonacossi. Sebbene lo zio/patrigno fosse un convinto sostenitore del fascismo, dimostrò il suo spirito libero aderendo alla Resistenza e diventando capo-partigiano e amico di Ferruccio Parri, Carlo Ludovico Ragghianti (che fu suo comandante e di cui fu segretario particolare allorquando fu nominato sottosegretario alla Pubblica Istruzione, con delega alle Belle Arti e al Turismo nel governo Parri) ed Enzo Biagi. Nonostante ciò, nel dopoguerra fu più che mai vicino allo zio nelle attività di mercante d'arte, tanto che fu nominato presidente della Fondazione Contini-Bonacossi, deputata alla gestione della celebre collezione d'arte e alle donazioni a istituzioni museali.
Nel 1948 sposò l'attrice Elsa De Giorgi, dalla quale non ebbe figli. Nel 1955 venne forse a conoscenza della relazione della donna con Italo Calvino, scomparendo senza dare più sue notizie dal 31 luglio di quell'anno. La scomparsa, che amareggiò moltissimo il conte Alessandro, morto nell'ottobre di quell'anno, venne attribuita a problemi finanziari e vicende legate all'esportazione di opere d'arte, ma molto probabilmente ebbe un forte peso anche la situazione familiare, sebbene tenuta nascosta. Riapparve sulla scena nel 1956 per chiedere la separazione dalla moglie (che gli fu possibile ottenere nel 1968 a causa dell'opposizione di Elsa), e per definire la situazione della straordinaria collezione d'arte di villa Vittoria, di cui era diventato erede assieme ai due figli di Alessandro e Vittoria Contini Bonacossi. Sandrino, in particolare, è ricordato come l'unico che avrebbe voluto avallare i desideri della coppia di lasciare la collezione integra e di donarla allo Stato, ma in assenza di alcun perfezionamento scritto i fatti presero strade ben diverse.
Nel 1969 infatti, dopo lunghe trattative, gli eredi acconsentirono a donare il 40% circa della collezione, in cambio però dello svincolo degli altri capolavori per la loro vendita all'estero. Una commissione di esperti selezionò le opere, tra cui 35 dipinti oggi presso la galleria degli Uffizi, ma più di cento opere di straordinario interesse artistico lasciarono l'Italia, sparpagliandosi in numerose istituzioni europee e americane: pochissime restarono nel paese, acquistate ad esempio dalla Fondazione Magnani-Rocca, da Amedeo Lia e, stranamente, dagli stessi Uffizi, che pochi anni prima le avevano scartate.
Negli anni settanta Sandrino si trasferì in America dove collaborò con la Fondazione Kress: in particolare fondò la fototeca della National Gallery of Art di Washington e ne fu il primo direttore. Federico Zeri ne ricordò però la situazione critica, legata alle inchieste giudiziarie che seguirono le vicende della dispersione della collezione Contini Bonacossi. Per ragioni mai chiarite, nel 1975 fu trovato impiccato con il filo di un telefono nella stanza di un residence nei pressi della capitale statunitense.

## Opere
- Una lotta nel suo corso : lettere e documenti politici e militari della Resistenza e della Liberazione, con Licia Ragghianti Collobi, 1954.